# TED (rete televisiva)
TED era un canale televisivo a pagamento dedicato alla formazione dei medici e professionisti della sanità.
Attivato inizialmente il 9 giugno 2008 fino al 30 giugno dello stesso anno per un periodo di prova gratuito sul mux Mediaset 1, poi trasferito sul mux TIMB 1, le trasmissioni sono iniziate il 17 novembre seguente e conclusesi nel 2010.
La smart card utilizzava la codifica Nagravision (supportata dalla piattaforma Pangea) necessaria per la fruizione dei contenuti ed è stata distribuita solo agli operatori del settore medico.
A causa dei "costi insostenibili" Mediaset, nell'estate 2010, ha spento il canale ed ha posto in liquidazione Ted Tv Educational Spa.